# Ophiogobius
Ophiogobius és un gènere de peixos de la família dels gòbids i de l'ordre dels perciformes.

## Taxonomia
- Ophiogobius jenynsi (Hoese, 1976)[3]
- Ophiogobius ophicephalus (Jenyns, 1842)